# Охримовский сельский совет (Збаражский район)
Охримовский сельский совет (укр. Охримівська сільська рада) — входит в состав
Збаражского района
Тернопольской области
Украины.
Административный центр сельского совета находится в 
с. Охримовцы.

## Населённые пункты совета
- с. Охримовцы